# Championnat de Finlande de football 1977
Navigation
Saison précédente Saison suivante
La saison 1977 du Championnat de Finlande de football était la 48e édition de la première division finlandaise à poule unique, la Mestaruussarja. Les douze meilleurs clubs du pays jouent les uns contre les autres à deux reprises durant la saison, à domicile et à l'extérieur. À la fin de la compétition, les 2 derniers du classement sont relégués et remplacés par les 2 meilleurs clubs d'Ykkonen, la deuxième division finlandaise.
Le club du Haka Valkeakoski remporte le titre cette saison en terminant en tête du classement final du championnat, avec 7 points d'avance sur le tenant du titre, le KuPS Kuopio et 8 sur le TPS Turku. Il s'agit du 4e titre de champion de Finlande du Haka, qui réussit même le doublé en battant un club de deuxième division, le SePS Seinäjoki, en finale de la Coupe de Finlande. 

## Les 12 clubs participants
| - Kiffen Helsinki - Promu de Ykkonen - VPS Vaasa - KPV Kokkola - MP Mikkeli - Haka Valkeakoski - OPS Oulu | - HJK Helsinki - MiPK Mikkeli - OTP Oulu - Promu de Ykkonen - TPS Turku - KuPS Kuopio - Reipas Lahti |

## Compétition

### Classement
Le barème de points servant à établir le classement se décompose ainsi :
- Victoire : 2 points
- Match nul : 1 point
- Défaite : 0 point

| Rang | Équipe             | Pts | J  | G  | N | P  | Bp | Bc | Diff |
| ---- | ------------------ | --- | -- | -- | - | -- | -- | -- | ---- |
| 1    | Haka Valkeakoski C | 33  | 22 | 15 | 3 | 4  | 43 | 15 | +28  |
| 2    | KuPS Kuopio T      | 26  | 22 | 12 | 2 | 8  | 40 | 35 | +5   |
| 3    | TPS Turku          | 25  | 22 | 10 | 5 | 7  | 43 | 25 | +18  |
| 4    | OPS Oulu           | 24  | 22 | 9  | 6 | 7  | 27 | 24 | +3   |
| 5    | Reipas Lahti       | 23  | 22 | 8  | 7 | 7  | 27 | 22 | +5   |
| 6    | KPV Kokkola        | 23  | 22 | 10 | 3 | 9  | 32 | 28 | +4   |
| 7    | HJK Helsinki       | 23  | 22 | 9  | 5 | 8  | 27 | 25 | +2   |
| 8    | Kiffen Helsinki P  | 22  | 22 | 8  | 6 | 8  | 37 | 29 | +8   |
| 9    | MiPK Mikkeli       | 21  | 22 | 8  | 5 | 9  | 24 | 24 | 0    |
| 10   | OTP Oulu P         | 21  | 22 | 9  | 3 | 10 | 24 | 34 | -10  |
| 11   | MP Mikkeli         | 15  | 22 | 6  | 3 | 13 | 22 | 40 | -18  |
| 12   | VPS Vaasa          | 8   | 22 | 2  | 4 | 16 | 18 | 63 | -45  |

|  | Qualification pour la Coupe d'Europe des clubs champions 1978-1979                      |
|  | Qualification pour la Coupe des Coupes 1978-1979                                        |
|  | Qualification pour la Coupe UEFA 1978-1979                                              |
|  | Relégation en deuxième division                                                         |
|  | T Tenant du titre C Vainqueur de la Coupe de Finlande P Club promu de deuxième division |

## Bilan de la saison
| Championnat de Finlande de football 1977                  |                             |
| Champion                                                  | Haka Valkeakoski (4e titre) |
| Coupes et trophées                                        |                             |
| Vainqueur de la Coupe de Finlande 1977                    | Haka Valkeakoski            |
| Qualifications continentales                              |                             |
| Coupe d'Europe des clubs champions 1978-1979 Premier tour | Haka Valkeakoski            |
| Coupe des Coupes 1978-1979 Premier tour                   | Aucun                       |
| Coupe UEFA 1978-1979 Premier tour                         | KuPS Kuopio                 |
| Promotions et relégations                                 |                             |
| Promus en Mestaruussarja                                  | KPT Kuopio                  |
| Promus en Mestaruussarja                                  | Pyrkivä Turku               |
| Relégués en Ykkonen                                       | MP Mikkeli                  |
| Relégués en Ykkonen                                       | VPS Vaasa                   |